# 鬼車
鬼車（きしゃ、Kueiche）は、中国に伝わる怪鳥。

## 語釈
『本草綱目』によれば「鬼車鳥」、「鬼鳥」、「九頭鳥」の名称があると『拾遺記』に述べられる。さらに「蒼鸆（そうぐ）」には九個の首がありと『白澤図』にみえるが、これも別称である。『正字通』では「鶬虞（そうぐ）」とつくる
外見が「鶬 (can, ツァン、そう)」（アオサギ）に似るが、サギにしては少々奇異なので「奇鶬」とも呼ばれる。

### 姑獲鳥との区別
『本草綱目』編者李時珍の所見では、「鬼車鳥」と「姑獲鳥（こかくちょう）」を同一とする『荊楚歳時記』は間違っており、区別すべきだとする。ただし、これらは似通ってはおり、いずれとも「鬼鳥」とも呼ばれることは確かであるとする。西晋の『玄中記』に、いわゆる「羽衣女」（原文は「毛衣」を使う女たち））の説話があり、後世に「鬼鳥（きちょう）」と呼ばれるようになった、と締めくくられている
。
書籍によっては鬼車が姑獲鳥の別名とされていることもある。また、「姑獲鳥」「鬼車鳥」とも「ヨタカ」に同定される。

## 概要
ミミズクの一種である鵂鶹（きゅうりゅう）に似たもので、大型のものでは1丈あまり（約3メートル）の翼を持ち、昼にはものが見えないが、夜には見え、火の光を見ると目がくらんで墜落してしまうという、と『本草綱目』にえ、おもに唐代の『嶺表録異』に合致する。。『嶺表録異』によれば、鬼車は九頭鳥（きゅうとうちょう）」ともいい、によれば、鬼車は9つの頭を持つ鳥で、嶺外（中国南部から北ベトナム北部かけて）に多くいるもので、人家に入り込んで人間の魂を奪う。あるときに9の頭のうちの一つを犬に噛まれたため、常にその首から血を滴らせており、その血を浴びた家は不幸に苛まれるという
『太平御覧』には、斉の国（現・山東省）に頭を9つ持つ赤い鳥がおり、カモに似て、9つの頭が皆鳴くとある。
南宋代の書『斉東野語』では、鬼車は10個の頭のうちの一つを犬に噛み切られ、人家に血を滴らせて害をなすという。そのために鬼車の鳴き声を聞いた者は、家の灯りを消し、犬をけしかけて吠えさせることで追い払ったという。

## 類型
また、鬼車とはまったく別の伝説として、人の子供を奪って養子にするといわれる神女「女岐（じょき）」がある。『楚辞』には「女岐は夫もいないのになぜ9人もの子供がいるのか」とあり、この言い伝えが前述の『捜神記』での鬼車と子供にまつわる話と習合し、さらに「九子」が「九首」と誤って伝えられたことから、鬼車が9つの頭を持つ鳥として伝えられたものと見られている。